# 瑪格達列娜·希比爾 (布蘭登堡-拜律特)
瑪格達列娜·希比爾（德語：Magdalena Sibylle，1612年10月27日—1687年3月20日），薩克森選侯夫人，布蘭登堡-拜律特藩侯克里斯蒂安的女兒。

## 家庭
1638年，瑪格達列娜·希比爾和日後的薩克森選侯約翰·格奧爾格二世結婚，兩人共有1子1女：
1. 艾爾德穆特（1644年—1670年）
2. 約翰·格奧爾格（1647年—1691年）